# Paralimnophila (Paralimnophila) victoria
Paralimnophila (Paralimnophila) victoria is een tweevleugelige uit de familie steltmuggen (Limoniidae). De soort komt voor in het Australaziatisch gebied.